# 川匯区
川匯区（せんかい-く）は中華人民共和国河南省周口市に位置する市轄区。

## 行政区画
- 街道:陳州回族街道、七一路街道、荷花街道、人和街道、小橋街道、城南街道、城北街道、文昌街道、搬口街道、金海路街道、李埠口街道、許湾街道